# لوران سيمان
لوران سيمان لاعب كرة قدم بلجيكي، يلعب في نادي ستاندارد لييج البلجيكي، كما يلعب لمنتخب بلجيكا الذي شارك في نهائيات كأس العالم 2014 في البرازيل.

## روابط خارجية
- لوران سيمان على موقع الاتحاد الدولي (مؤرشف)  (الإنجليزية)
- لوران سيمان على موقع الاتحاد الأوربي (الإنجليزية)
- لوران سيمان على موقع الاتحاد البلجيكي (الإنجليزية)
- لوران سيمان على موقع الدوري الأمريكي (الإنجليزية)
- لوران سيمان على موقع قاعدة بيانات كرة القدم.إي يو (الإنجليزية)
- لوران سيمان على موقع ناشيونال فوتبول تيمز (الإنجليزية)
- لوران سيمان على موقع Soccerway.com (الإنجليزية)
- لوران سيمان على موقع عالم كرة القدم.نت (الإنجليزية)
- لوران سيمان على موقع كووورة
- لوران سيمان على موقع أوليمبيديا (الإنجليزية)